# Merla unicolor
La merla unicolor (Turdus unicolor) és un ocell de la família dels túrdids (Turdidae).

## Hàbitat i distribució
Habita boscos poc densos a l'Himàlaia, al nord de Pakistan i nord de l'Índia des de Caixmir cap a l'est fins Nepal i Sikkim.